# 마법사들 (2006년 영화)
"마법사들"은 2006년에 개봉한 대한민국의 영화이다.

## 캐스팅
- 정웅인 : 재성 역
- 장현성 : 명수 역
- 이승비 : 자은 역
- 강경헌 : 하영 역
- 김학선 : 스님 역